# Macrosiagon luteonotatus
Macrosiagon luteonotatus is een keversoort uit de familie waaierkevers (Rhipiphoridae). De wetenschappelijke naam van de soort is voor het eerst geldig gepubliceerd in 1914 door Pic.